# Viveca Ringmar
Viveca Ringmar, född 24 september 1957 i Flen, är en svensk journalist och programledare. Hon är dotter till Torgil Ringmar och Nadja Podjapolsky.
Ringmar tog studentexamen 1976 och läste sedan på Journalisthögskolan åren 1979–1980. Hon har vidare studerat franska i Paris (1980) och ryska vid Uppsala universitet (1984). Ringmar har också sysslat med  amatörteater, åren 1983–1984 vid Arbisteatern i Norrköping.
Viveca Ringmar har arbetat för SVT, under 1980-talet på Aktuellt i Stockholm, på Östnytt och med Café Norrköping. Åren 1999–2004 var hon programledare och reporter i Musikspegeln. Hon har även producerat TV-dokumentärer och samhällsbetraktelser.
Från 2007 har hon medverkat som nyhetspresentatör i Sveriges Radios Dagens eko.

## Produktioner
- Tystare än vattnet, lägre än gräset om modern Nadja, född Podjapolsky, som var rysk amiralsdotter och sedan barnhemsbarn i Helsingfors. Viveca Ringmar åker med sin mor tillbaka till barnhemmet samt till moderns födelseby Raivola i Karelen, där också poeten Edith Södergran levde, för att se om något finns kvar av den plats som familjen tvingades lämna. (2003)
- Musik på liv och död (Kristofers orkester) är en skildring av den svenske dirigenten Kristofer Wåhlanders liv i S:t Petersburg. Filmen handlar om hans möte med rysk musik och människorna i staden, men ger också en bild av ryssarnas kärlek till de klassiska mästarna – musik på liv och död. (2006)